# Mesochorus multilineatus
Mesochorus multilineatus là một loài tò vò trong họ Ichneumonidae.